# Sol (Madrid)
Sol és un dels sis barris administratius que conformen el districte Centro de la ciutat de Madrid. Comprèn la Puerta del Sol, seu de la Comunitat de Madrid, i el quilòmetre zero de les sis carreteres radials d'Espanya.
Ocupa l'últim lloc de població del districte amb 12.453 habitants i una densitat de 2.000 habitants per quilòmetre quadrat.2019
El 1898, s'establí una organització territorial que donà caràcter de barri a la Puerta de Sol, dins del districte Central.

## Geografia

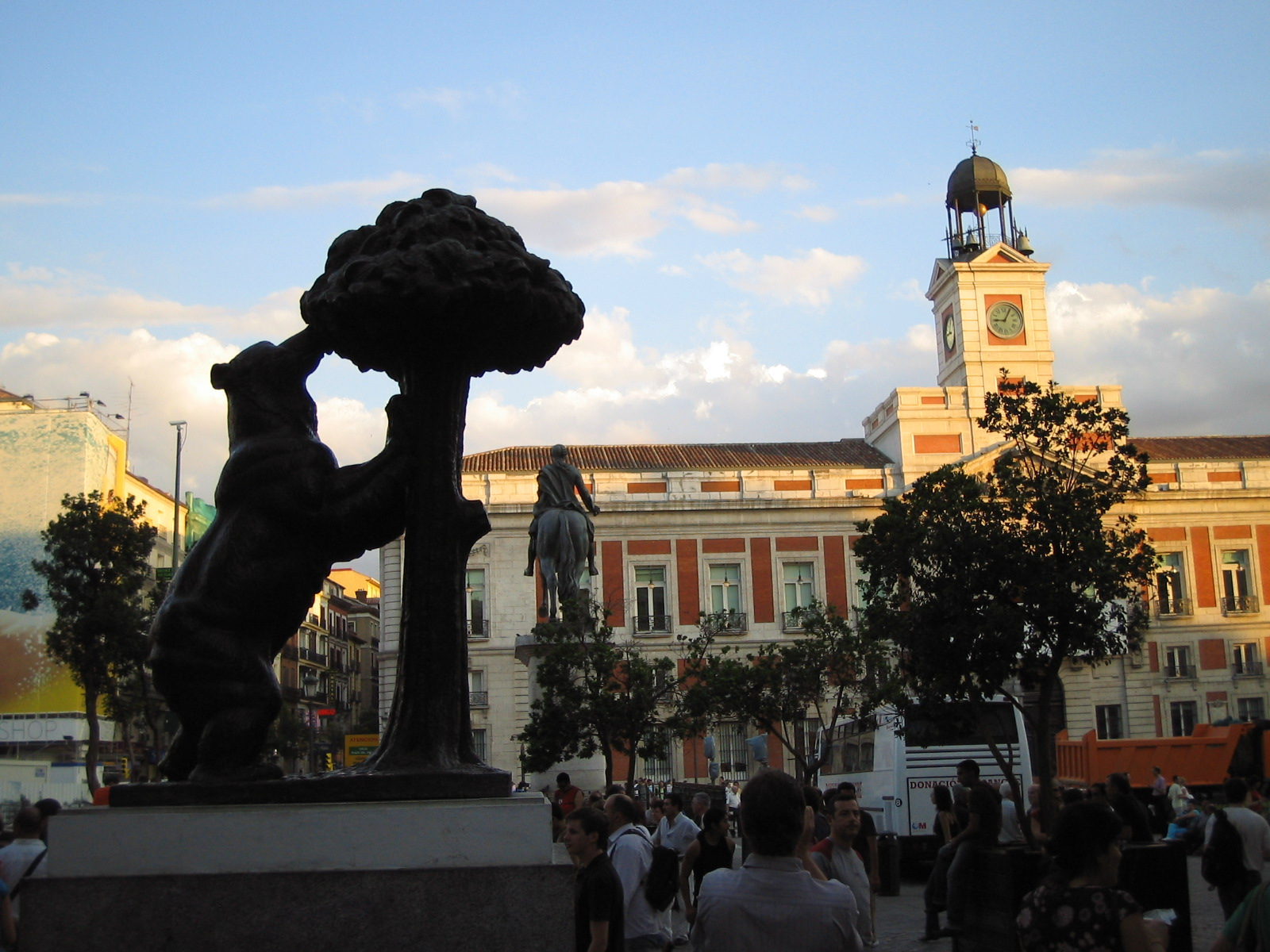
Estàtua de l'Ós i la porta del Sol

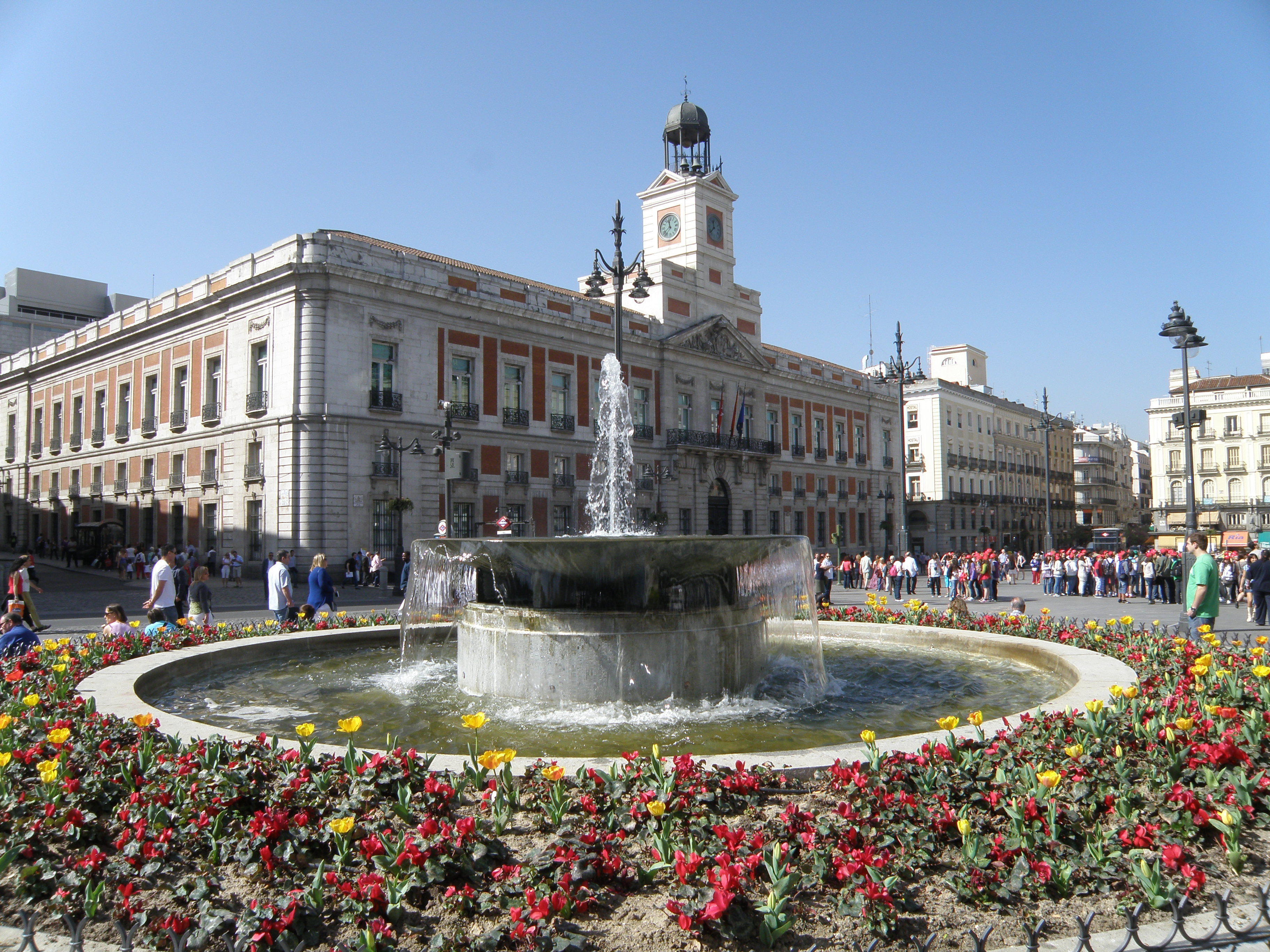
Puerta del Sol

Està situat al centre del districte, limitant al nord-oest amb Universidad, al nord-est amb Justicia, a l'est amb Cortes, al sud-est amb Embajadores i a l'oest i sud-oest amb Palacio. Si ens limitem a carrers, des del nord i en el sentit de les agulles del rellotge, està limitat per Jacometrezo, Plaça del Callao, Gran Via, Clavel, Virgen de los Peligros, Sevilla, Plaça de Canalejas, Cruz, Plaça de Jacinto Benavente, Concepción Jerónima, Plaça de Puerta Cerrada, Cuchilleros, Fuentes, Arenal, Costanilla de los Ángeles i la Plaça de Santo Domingo.
La Puerta del Sol està a 2,23 quilòmetres de la ribera del Manzanares i a 12,39 quilòmetres de l'Aeroport de Madrid-Barajas. Està situat en una plana de 500 metres sobre el nivell del mar.

## Transports
En ser centre cívic de la Comunitat i una gran zona comercial els accessos als seus carrers són diversos.
Destaca l'estació de Sol de les línies C-4 i C-3 de Rodalies, connectada amb l'estació del Metro de Madrid de la línies 1, 2 i 3. Existeixen a més parades de taxis i les parades de les línies d'autobusos locals 1, 2, 6, 8, 12 i 30.

## Lleure i turisme
A tot el barri però, sobretot al carrer Preciados, hi ha una gran quantitat de les típiques botigues de moda i centres comercials: el Corte Inglés, FNAC, Casa del Libro, H&M o Zara, entre d'altres. Hi ha l'Església de Santa Cruz amb la seva torre de l'Atalaya de la Cruz.